# The Track
El The Track es un estadio de usos múltiples en Saint Samsaon, en la dependencia de la corona británica de Guernsey. Es el estadio del equipo de fútbol  Belgrave Wanderers  y también se utiliza para albergar partidos en casa del equipo Muratti y del equipo de fútbol oficial de Guernsey.También tiene la única pista de carreras de karts en el exterior, de Guernsey . La pista es propiedad de la Comisión unida del Fútbol Guernsey.